# Campanula betonicifolia
Campanula betonicifolia är en klockväxtart som beskrevs av James Edward Smith. Campanula betonicifolia ingår i släktet blåklockor, och familjen klockväxter. Inga underarter finns listade i Catalogue of Life.